# Pero-Casevecchie
Pero-Casevecchie är en kommun i departementet Haute-Corse på ön Korsika i Frankrike. Kommunen ligger i kantonen Fiumalto-d'Ampugnani som tillhör arrondissementet Corte. År 2022 hade Pero-Casevecchie 111 invånare.

## Befolkningsutveckling
Antalet invånare i kommunen Pero-Casevecchie
Referens:INSEE